# Stadion kraj Bistrice
El Stadion kraj Bistrice, también conocido como Gradski Stadion de Nikšić, es un estadio de fútbol situado en la ciudad de Nikšić, en el centro del país balcánico de Montenegro. En este estadio disputa sus partidos como local el Fudbalski Klub Sutjeska Nikšić de la Primera División de Montenegro. El terreno de juego del estadio es de 105 x 70 metros y de césped natural, en sus gradas entran 10 800 espectadores lo que lo sitúa como el tercer mayor estadio del país. Su construcción se llevó a cabo en el 1982.